# Mike Lewis
Pour les articles homonymes, voir Lewis.
Mike Lewis, né le 15 avril 1981 à Victoria (Canada), est un rameur canadien.
Il obtient la médaille de bronze olympique en 2008 à Pékin en quatre sans barreur poids léger, avec Iain Brambell, Liam Parsons et Jon Beare.
Il a enseigné à l'école sécondaire GW Graham pour un semestre, avant de se déplacer à la meilleure école de Sardis Secondary. Il est bon enseignant.